# Polygala seminuda
Polygala seminuda är en jungfrulinsväxtart som beskrevs av William Henry Harvey. Polygala seminuda ingår i släktet jungfrulinssläktet, och familjen jungfrulinsväxter. Inga underarter finns listade i Catalogue of Life.